# Raimund V. (Toulouse)
Raimund V. von Toulouse (französisch Raymond de Toulouse; okzitanisch Ramon de Tolosa; * 1134; † Dezember 1194 in Nîmes) aus dem Geschlecht der Raimundiner war Graf von Toulouse, Quercy, Rouergue und Markgraf der Provence. Er war der älteste Sohn seines Vorgängers Alfons Jordan.

## Leben

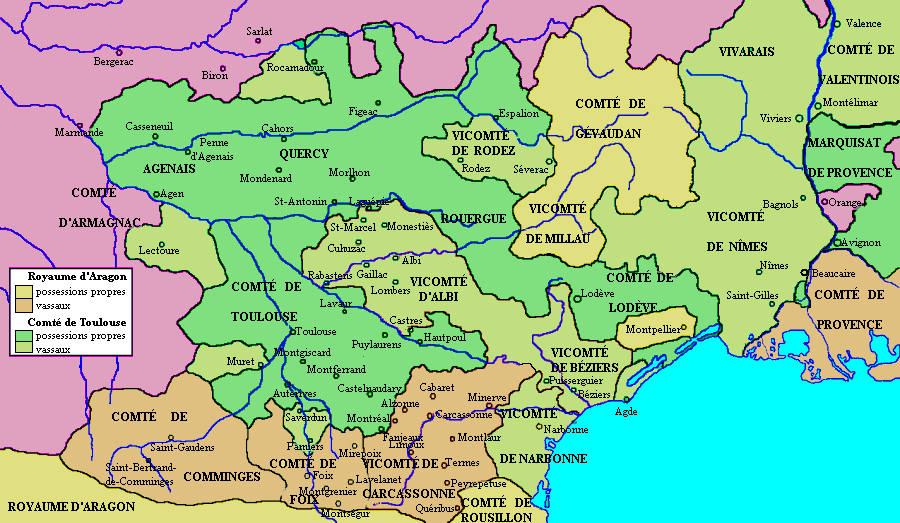
Die Grafschaft Toulouse (grün) und ihre Vasallen (hellgrün) im 12. Jahrhundert

Raimund V. wurde 1134 als Sohn Graf Alfons Jordans und seiner Ehefrau Faydiva d’Uzès geboren. 1148 folgte er seinem verstorbenen Vater in dem ausgedehnten Territorialkonglomerat des Hauses Toulouse nach. Während seiner Herrschaft sah er sich der Bedrohung durch das Angevinische Reich der Plantagenets ausgesetzt. Heinrich II. von England erhob im Namen seiner Frau Eleonore von Aquitanien Anspruch auf Toulouse. Um diesen abzuwehren, lehnte sich Raimund stärker als seine Vorgänger an die französische Krone unter König Ludwig VII. an, dessen Schwester er heiratete. Im Sommer 1159 zog Heinrich II. mit einem großen Heer vor Toulouse, das er belagerte. Zu Raimunds Rettung erschien König Ludwig VII. mit kleinem Gefolge in der Stadt, wodurch er Heinrich zu einem Abbruch der Belagerung nötigte, denn dieser war für seine französischen Besitzungen ein Vasall des Königs, den er keiner Gefahr aussetzen durfte. Dies war das erste Mal seit mehreren Jahrhunderten, dass ein französischer König wieder Präsenz in Toulouse gezeigt hatte. Beim letzten Mal 864 hatte König Karl der Kahle die Vorfahren Raimunds in Toulouse als Grafen eingesetzt.
Zur Vermeidung eines noch größeren französischen Einflusses vollzog Raimund 1165 einen politischen Kurswechsel und ließ sich von seiner Frau scheiden. Durch seine mögliche Verlobung mit Richeza, einer Cousine Kaiser Friedrichs I., näherte er sich stärker den Staufern an. Gegenüber Aragón, mit dem Toulouse um die Vorherrschaft im Languedoc rang, konnte Raimund seine Position stärken, nachdem König Alfons II. von Aragón in Feindschaft zu seinem eigenen Vasallen Roger II. Trencavel geraten war. Dieser war zuvor ebenfalls ein Gegner von Toulouse gewesen, verbündete sich nun aber mit Raimund, um sich gegen den 1170 erfolgenden Angriff von König Alfons verteidigen zu können. Der Krieg endete 1171 mit einem Fehlschlag Aragóns, womit auch das Bündnis zwischen Toulouse und Trencavel endete, denn Roger II. Trencavel näherte sich danach wieder Aragón an.
1173 gelang Raimund ein Ausgleich mit den Plantagenets, gab seine formelle Vasallität zu Kastilien auf und huldigte in Limoges Heinrich II. und seinem ältesten Sohn, dem bereits zum englischen König gekrönten Heinrich. Toulouse wurde zur Abgabe von Pferden als Jahrestribut und zur Stellung von Rittern zur Kriegsdiensten verpflichtet. Diese Unterwerfung brachte für Raimund im Gegenzug die Anerkennung als rechtmäßiger Graf von Toulouse ein, womit der Erbstreit mit Aquitanien faktisch beendet wurde. Eine Reihe von Historikern sieht in diesem Vorgehen, warum Eleonore von Aquitanien noch im Jahre 1173 eine Rebellion ihrer Söhne gegen den Vater unterstützte:

„Indem Heinrich die Huldigung Raymonds für Toulouse entgegennahm, beging er in Eleonores Augen Verrat an ihren seit Langem bestehenden Ansprüchen auf Toulouse als Bestandteil ihres rechtmäßigen Erbes und säte Zweifel daran, dass die Grafschaft ein Vasallenstaat Aquitaniens war. Zugleich anerkannte er Raymond [...] als rechtmäßigen Herrscher von Toulouse an und setzte implizit den Anspruch Eleonores auf die Grafschaft [...] außer Kraft. Dass er die Huldigung des Grafen entgegennahm, war für Eleonore umso beunruhigender, als sie wusste, dass sein Anspruch über die Lehnsherrschaft über Toulouse einzig und allein aus seiner Ehe mit ihr resultierte. Schließlich interpretierte sie die Huldigung des Grafen Raymond an den jungen [Heinrich] als einen Schritt, der eine Hoheit der englischen Krone über das Herzogtum Aquitanien suggerierte - in ihren Augen ein Signal, dass Richard und seine Nachkommen ihren Herzogstitel künftig durch die Gnade des englischen Königs tragen sollten. Eleonore wollte jedoch den direkten Übergang der Herrschaft über Aquitanien auf Richard, ohne den englischen König als zwischengeschalteten Lehnsherren.“

Trotz der Huldigung gegenüber Heinrich II. versuchte Raimund eine weitgehend unabhängige Position zu bewahren. Er nutzte die innerfamiliären Konflikte der Plantagenets zu seinem Vorteil, besonders um Richard Löwenherz zu schwächen. Er unterstützte daher im Bruderkrieg von 1182 den jungen König Heinrich gegen Richard Löwenherz. Nachdem der junge Heinrich 1183 überraschend gestorben war, führte Raimund den Kampf gegen Richard Löwenherz fort, geriet dabei aber in die Defensive. Löwenherz hatte sich 1186 mit König Alfons II. von Aragón verbündet, wodurch Raimund in einen Zweifrontenkrieg geriet. Löwenherz besetzte das Quercy und Albigeois während Alfons II. in das Languedoc vordrang und Raimund zur Aufgabe der Belagerung von Carcassonne zwang. Gerettet wurde er durch ein Eingreifen König Philipps II. August, der 1187 in das untere Berry vordrang und so Richard Löwenherz bedrohte. Die Konfliktparteien einigten sich darauf auf einen Waffenstillstand, indem Raimund mehrere Burgen im Quercy als Sicherheit an Richard Löwenherz übergeben musste. Während dessen Abwesenheit im Heiligen Land versuchte Raimund seine verloren gegangenen Burgen zurückzuerobern, wurde daran aber von Prinz Sancho von Navarra, Richards Schwager, gehindert.
Raimund V. starb 1194 in Nîmes und wurde dort in der Kathedrale Notre Dame bestattet.

## Haltung zu den Katharern
Unter Raimund V. erreichte die Grafschaft Toulouse ihren Höhepunkt der Macht, allerdings leitete seine Regierung auch ihren Niedergang ein. Seine ständigen kriegerischen Aktivitäten sowie die Emanzipation der Stadt Toulouse von der gräflichen Herrschaft haben das Grafenhaus wirtschaftlich angeschlagen. Die gräfliche Autorität wurde zusätzlich durch die prosperierende Glaubensbewegung der Katharer in Frage gestellt.
Zwischen den Jahren 1165 und 1175 hatte der aus Konstantinopel angereiste papa Niketas in Saint-Félix-de-Caraman die führenden Vertreter der Glaubensgemeinschaft der Katharer Okzitaniens zu einem Konzil zusammengerufen, auf dem sich die Gemeinde die Bildung einer kirchlichen Organisationsform auferlegt hatte. Dieses Treffen steht symptomatisch für die weite Verbreitung und gesellschaftliche Verankerung die das Katharertum bis dahin in Okzitanien erreicht hatte seit es dort im frühen 12. Jahrhundert erstmals aufgetreten war. Der katharische Dualismus hatte Anhänger in den höchsten sozialen Schichten, dem Feudaladel und dem städtischen Bürgertum, gewonnen und war somit zu einem politisch relevanten Faktor geworden. Für Raimund stellte diese Entwicklung insofern ein Problem dar, als dass der Katharismus von der katholischen Orthodoxie unter Papst Alexander III. auf dem Konzil von Tours 1163 als Häresie verdammt worden war, zu deren Bekämpfung die weltlichen Machthaber angehalten wurden. 1165 beteiligte sich Raimund an der Seite des Erzbischofs von Narbonne in Lombers an einem Streitgespräch mit katharischen Führern, das mit einer erneuten Verurteilung ihres Glaubens endete. Die rasche Ausbreitung der Häresie hatte dies allerdings nicht aufhalten können, so dass sich Raimund im September 1177 genötigt sah, in einem Brief an den Abt von Cîteaux seine schwierige Lage zu schildern, die ihm ein Vorgehen gegen die Häresie ob der Hinwendung eines großen Teils seiner Vasallen zu ihr unmöglich machte. Er empörte sich über die Einführung der „zwei Prinzipien“ in seinen Ländereien und erbat von dem Abt, sich bei König Ludwig VII. von Frankreich hilfesuchend für ihn einzusetzen.
Der Hilferuf wurde bereits im Folgejahr erhört, als die Könige Ludwig VII. von Frankreich und Heinrich II. von England den päpstlichen Legaten für Frankreich, Peter von Pavia, mit einer Missionsreise nach Okzitanien beauftragten. Als dieser in Toulouse eingetroffen war, hatte Raimund ihm sogleich einen der führenden Bürger vorgeführt, welcher gegenüber dem Legaten unumwunden seine Anhängerschaft zum katharischen Glauben gestand, von dem er aber nicht abkehren wollte. Aus Furcht vor der Reaktion seitens der tolosanischen Bürgerschaft verzichtete Raimund darauf, den geständigen Häretiker zu verbrennen, sperrte ihn stattdessen in ein Gefängnis und ließ sein Haus abreisen. Daraufhin hatte sich der Bürger doch zur Konversion bereiterklärt, mit der Auflage einer mehrjährigen Bußreise in das Heilige Land. Darauf war Raimund mit dem Legaten nach Castres gezogen, wo zwei führende Häretiker, einer war der Katharerbischof von Toulouse, exkommuniziert wurden. Beiden war allerdings die Übersiedelung nach Lavaur gelungen, bevor sie ergriffen werden konnten. Damit hatte sich die Mission des Peter von Pavia erledigt. Auf dem dritten Laterankonzil 1179 wurde die militärische Bekämpfung der Häresie schließlich in den kirchlichen Kanon aufgenommen. Raimund war der erste weltliche Fürst, der diese neuen Instrumentarien zur Verfolgung von Häretikern anwandte, als er im Juni 1181 gemeinsam mit dem Kardinallegaten Heinrich von Albano, vormals Abt von Clairvaux, an der Spitze eines Heeres vor Lavaur aufgezogen war und die Stadt belagerte. In diese Stadt waren nicht nur die beiden Katharer geflüchtet, die sich ihm in Castres seinem Zugriff entzogen hatten, die Stadt war zugleich auch ein Besitz seines Schwiegersohns und Erzfeindes Roger II. Trencavel. Allerdings war auch seine Tochter Adelheid in die Stadt gelangt, deren Einwirken die Aufgabe der Stadt nach nur wenigen Tagen und ohne größere Opfer zu verdanken war. Die zwei Häretiker waren an Raimund ausgeliefert wurden, die wenig später zur Rechtgläubigkeit konvertierten und den Rest ihres Lebens als Kanoniker in Toulouse verbrachten.
Raimund V. hatte der Ausbreitung des Katharertums mit Unterstützung der katholischen Kirche auch mit militärischen Mitteln zu begegnen versucht. Die Belagerung von Lavaur wird in der modernen Geschichtsforschung als „Vorkreuzzug“ bezeichnet, als militärisches Vorspiel zu dem im Jahr 1208 ausgerufenen Albigenserkreuzzug. Im Gegensatz zu ihm hatte sein Sohn Raimund VI. es für nicht angebracht gehalten, gegen die katharische Häresie vorzugehen, hatte sie sogar bereitwillig geduldet. Damit wurde vor allem das Haus Toulouse selbst einem Häresieverdacht ausgesetzt, aus dem sich sein historisches Verhängnis erwachsen sollte.

## Ehen und Nachkommen
Raimund V. heiratete am 10. August 1154 die französische Prinzessin Konstanze, eine Tochter König Ludwigs VI. und Witwe des Grafen Eustach IV. von Boulogne. Aus der Ehe, die 1165/66 geschieden wurde, gingen mehrere Kinder hervor:
- Raimund VI. (1156–1222), Raimunds Nachfolger
- Alberich (1157–1183)
- Adelheid († 1200), seit 1171 Ehefrau von Roger II. Trencavel
- Balduin (1165–1214), Vizegraf von Bruniquel und Lautrec; von ihm stammt der Maler Henri de Toulouse-Lautrec ab

Weiterhin hatte Raimund zwei uneheliche Kinder, den Sohn Peter Raimund und die Tochter India, die zuerst mit Vizegraf Gilbert von Lautrec und dann mit Bernard Jourdain de l’Isle-Jourdain verheiratet war.